# Nederlandenes flag
Nederlandenes flag er symbolet på Kongeriget Nederlandenes enhed og uafhængighed. Flaget stammer fra ca. 1630, og blev officielt anerkendt i 1796 og bekræftet i 1937.
Flaget har tre lige brede, horisontale striber i vermillion, hvidt og koboltblåt (regnet ovenfra). Med hensyn til flagets mål er det ingen forskrifter, generelt set skal forholdet mellem længde og bredde være 3:2. Flaget må ikke være pyntet eller dekoreret på nogen anden måde end de tilladte. Det er heller ikke tilladt at bruge flaget kun som dekoration, men stof i flagets farver er tilladt (for eksempel som draperier).

## Historie
De tidligste kendte flag stammer fra det 16. århundrede. I 1572 nævnes for første gang et orange-hvidt-blåt flag, kaldet prinseflaget eller oranje-blanje-bleu. Da landet erklærede sig uafhængige af Spanien i 1579 var dette det officielle nederlandske flag. I 1596 nævnes for første gang et rødt, hvidt og blåt flag, og ikke før midten af det 17. århundrede er de fleste flag ikke længere oranje-blanje-bleu, men røde, hvide og blå. 
Hvorfor den orange farve blev skiftet ud med rødt er ikke klart. Forskellige teorier er nævnt: søfolk foretrak den, den var mere synlig på afstand, den blegnede ikke så hurtigt som orange, mangel på orange farvestoffer, at en ny måde at farve stof på gav en mørkere farve, at man havde mindre til overs for huset Oranien-Nassau og til sidst var der en teori om, at det nederlandske parlament (Staten-Generaal) havde indført den røde farve fra sit eget flag. Ingen af disse forklaringer kan dog bevises. 
Den Bataviske Republik fastlagde for første gang at flaget skulle være rødt, hvidt og blåt og Kongeriget Holland fulgte i dens spor. Senere blev forskellen i farvene en politisk sag. I begyndelsen af 1930'erne, da den Nationaal-Socialistische Beweging (NSB), Hollands NS, mente at det eneste ægte hollandske flag var det de brugte, med det orange felt. Der fandtes på det tidspunkt ingen love som modsagde dette udsagn, flaget var ikke forbundet med Kongeriget Nederlandene ved lov. Den 19. februar 1937 lykkedes det Hendrikus Colijn (ministerrådets formand) og Dronning Wilhelmina "at slå tilbage" med en kongelig resolution (Koninklijk Besluit), som blev vedtaget på hendes feriested i Zell am See i Østrig. Denne slog fast at "Kongeriget Nederlandenes flag er rødt, hvidt og blåt". Farverne blev fastlagt mere nøjagtigt efter 2. verdenskrig. Der er stadig mennesker, som mener, at det ægte flag er orange-hvidt-blåt. Når et af medlemmerne af det kongelige hus har fødselsdag (se tabellen under flagregler), hejser mange hollændere en orange vimpel over flaget for at vise, at de føler en tilknytning til kongehuset.

## Flagregler
Flagreglerne er en instruktion fra den Nederlandske stat som angiver når flaget hejses og hvordan.
De officielle flagdage, når der flages fra statens bygninger, er fastlagt i en instruktion fra statsministeren, denne er dateret 22. december 1980. Privatpersoner, virksomheder og institutioner bliver bedt om at følge denne instruktion for så vidt muligt. En sammenfatning af instruktionen fra 1980, med et tillæg fra 21. april 1999, er gengivet nedenfor.
Når det hollandske flag hejses, skelnes der mellem "generel flagning" og "begrænset flagning". Generel flagning betyder, at der flages fra alle bygninger som ejes af den nederlandske stat, såsom på Koninginnedag. Ved "begrænset flagning" hejses flaget kun på departementernes hovedbygninger, og fra hovedbygningerne til statslige instanser som ikke falder direkte under departementerne.

### Officielle flagdage
På visse dage må der flages fra statens bygninger, enten "generelt" (GF) eller "begrænset" (BF). Dersom en flagdag falder på en søndag eller en kristelig festdag, flages der på dagen som er angivet i parentes.
| 31. januar (1. februar)     | Beatrix af Nederlandenes fødselsdag | BF |
| 27. april (28. april)       | Willem-Alexander af Nederlandenes fødselsdag | BF |
| 30. april (29. april)       | Koninginnedag | GF |
| 4. maj (4. mai)             | Nationale Dodenherdenking, mindedag for alle nederlandske borgere og militært personel, der har mistet livet fra 2. verdenskrigs begyndelse. Der flages på halv stang fra klokken 18.00 til solnedgang (ca. 21.10 (sommertid)). | GF |
| 5. maj (5. mai)             | National befrielsesdag | GF |
| 17. maj (18. mai)           | prinsesse Máximas fødselsdag | GF |
| 15. august (16. august)     | 2. verdenskrigs officielle afslutning (Stillehavskrigen indbefattede Hollandsk Ostindien) | GF |
| 3. tirsdag i september      | Det nederlandske parlament (Staaten-Generaal) træder sammen, dronningen åbner det nye parlamentære år ved at holde en trontale. Der flages kun i den Haag.                                                                      | GF |
| 7. december (8. december)   | prinsesse Catharina-Amalia af Nederlandenes fødselsdag | BF |
| 15. december (16. december) | Kongerigets dag | BF |

### Orange vimpel
På Koninginnedag og kongehusets fødselsdage, som er nævnt i tabellen ovenfor, hejses flaget med en orange vimpel fæstet over flaget. I alle andre sammenhænge hejses flaget uden orange.

### Flagning ved specielle hændelser
Ved fødsler, bryllupper eller død i det nederlandske kongehus bliver der for hvert enkelt tilfælde bekendtgjort hvordan og hvor der skal flages. Når et statsoverhoved aflægger et officielt besøg flages der kun der hvor der aflægges et besøg.

### Officiel protokol
- Et flag er et ærestegn for en nation, og bør derfor ikke hænge ude om natten. Det skal derfor også hejses ved solopgang og fires ved solnedgang. Kun når et lands flag bliver belyst af lyskastere på begge sider, kan det blive hængende efter solnedgang. En enkel huskeregel er at Flaget tages ned, når det ikke længere er muligt at skelne farverne på det, fra hinanden".
- Et flag må ikke røre bakken.
- Det hollandske flag skal ikke bruges i kommercielt øjemed.
- Det er ingen regler for flagets mål. Generelt er forholdet mellem længde og bredde 3:2.
- Den orange vimpel bruges officielt kun på fødselsdagen til de medlemmer af kongehuset som nævnes ovenfor, og koninginnedag. Vimplen må mindst være ligeså lang som diagonalen i flaget den bruges sammen med.

### Flagning på halv stang
Ved flagning på halv stang skal flaget hejses på følgende vis: flaget hejses først helt til tops (som sædvanligt), før det langsomt fires indtil midten af flaget er på halvdelen af den sædvanlige højde. Når et flag som er hejst på halv stang skal fires, hejses det først langsomt til det er i toppen af flagstangen inden det fires som normalt.

### Når flere flag hejses
Ved hejsning af flere flag ved siden af hinanden, skal deres størrelse være så ens som mulig og de skal alle hejses lige højt. 
- Ved brug af to flag er, når man står med ryggen vendt mod dem, ærespladsen til højre. Den er reserveret til det hollandske flag.
- Ved brug af tre flag, skal det hollandske hænge i midten.

- Dersom provins- og kommuneflag placeres ved siden af det hollandske flag, er rækkefølgen generelt (med ryggen mod flagene): kommuneflaget yderst til venstre, det hollandske flag i midten og provinsens flag til højre. Kun ved kommunale arrangementer bytter provins- og kommuneflaget plads (i Belgien er denne rækkefølge omvendt, flaget til venstre er nummer to i rangordningen).

- Rangordningen for andre nationers flag som hejses ved siden af et hollandsk flag er fastlagt ifølge det første bogstav i deres navn skrevet på fransk.

### Foldning af flaget
Først foldes flaget på langs sådan at kun det røde og blå bånd er synligt. Derefter foldes flaget dobbelt den anden vej, således, at kun det blå bånd er synligt. Dette gentages.

## Dekorationer
|  |  |

Medlemmer af Koninklijke Nederlandsche Zeil en Roeivereeniging (den kongelige nederlandske sejl- og roforening) (KNZRV) og Koninklijke Roei- en Zeilvereniging De Maas (den kongelige ro- og sejlforening "de Maas") (KR&ZV "de Maas") har takket være en kongelig resolution ret til at føre et nationalt flag med eget logo som foreningsflag. KNZ&RVs medlemmer kan føre et hollandsk flag med et stiliseret W placeret centralt i det hvide felt. Medlemmer af KR&ZV "de Maas" har mulighed for at føre et nationalt flag med et St. Georgskors i et firkantet, hvidt felt indsat i det røde felt. På St. Georgskorset er et hvid firkantet felt med en gylden kongekrone sat ind. Andre ro- og sejlforeninger fører også et modificeret hollandsk flag, men har ikke ret til at gøre dette.

## Flag afledet af et af de hollandske flag
Fra prinseflaget stammer flaget Sydafrika brugte frem til 1994. Dette var baseret på flaget Jan van Riebeeck havde bragt med sig til Cape Town da han grundlagde en handels- og forsyningspost for VOC 6. april 1652. Naborepublikkens flag bærer også præg af, at være inspireret af det hollandske flag.
Tidligere var den hollandske trikolore velset, for eksempel kopierede den russiske Tsar Peter den Store tredelingen og brugte den i Ruslands flag. Farvevalget stammer antagelig fra tidligere russiske flag og faner, og ikke det hollandske flag.
|  |  |  |  |